# Yarkandhare
Yarkandhare (Lepus yarkandensis) är en däggdjursart som beskrevs av Albert Günther 1875. Lepus yarkandensis ingår i släktet harar och familjen harar och kaniner. IUCN kategoriserar arten globalt som nära hotad. Inga underarter finns listade.
Denna hare förekommer i västra Kina (provins Xinjiang) i en större sänka som begränsas av bergstrakter. Arten vistas i skogar, buskskogar och på ängar som bildas längs floder i en region som annars utgörs av öken.
Yarkandharen är 28 till 43 cm lång inklusive svans. Honor parar sig mellan februari och september två eller tre gångar och per kull föds två till fem ungar.